# 제주 삼도 파초일엽 자생지
제주 삼도 파초일엽 자생지(濟州 森島 芭蕉一葉 自生地)는 대한민국 제주특별자치도 서귀포시 보목동, 삼도(섶섬)에 있는 파초일엽 자생지이다. 1962년 12월 7일 대한민국의 천연기념물 제18호 '삼도 파초일엽 자생지'로 지정되었다가, 2008년 현재의 명칭으로 변경되었다.

## 개요
파초일엽은 아열대성 고사리무리이기 때문에 한반도에서는 이곳 삼도에서만 자생한다. 길고 넓적한 잎이 뿌리줄기에서 무리지어 나오는데 둥그렇게 원형으로 돋아난 모습이 마치 큰 나팔 같아서 관상 가치가 높기 때문에 시중 온실에서는 외국으로부터 들여온 것을 원예용으로 팔고 있다. 잎은 잎자루가 짧고, 길이 40~120cm, 너비 7~12cm의 대형이며 가장자리가 갈라지지 않고 상록성이다.
삼도 파초일엽 자생지는 서귀포의 해안에서 남쪽으로 약 0.45km 떨어져 있는 일명 ‘섶섬’이라는 삼도에 위치하고 있다. 한때 사람들이 파초일엽을 함부로 채취해 멸종의 위기에 있었다. 현재는 몇 년 전부터 인위적으로 파초일엽을 심어 복구하고 있다.
제주도 삼도 파초일엽 자생지는 파초일엽이 자연적으로 자랄 수 있는 가장 북쪽의 한계선이란 점과 그 희귀성에서 가치가 인정되어 천연기념물로 지정·보호하고 있다.
현재 파초일엽 자생지의 보호를 위하여 공개제한지역으로 지정되어 있어 관리 및 학술 목적등으로 출입하고자 할때에는 문화재청장의 허가를 받아 출입할 수 있다.

## 같이 보기
- 파초일엽
- 제주 상효동 한란 자생지

## 참고 자료
- 제주 삼도 파초일엽 자생지 - 국가유산청 국가유산포털